# Аластор
Ала́стор (греч. Ἀλάστωρ, букв. «Губитель»). В греческой мифологии, дух мщения. Представление об Аласторе, возникшее в народном веровании, особенно развито трагиками. Как отмечает Н. В. Брагинская: «слово „аластор“ имеет активно-пассивный смысл: с одной стороны … это демон-мститель … и вообще злой дух, с другой стороны, Эдип — тоже аластор, то есть „проклятье“ Фив».
У Эсхила Аластор это демон-искуситель (греч. δαίμων γέννας), непрерывно действующий в судьбах народов. Так, в роде Атридов один первичный грех порождает целый ряд преступлений: Аластор, мстя за одно преступление, вызывает другое, за которым, в свою очередь, опять следует месть и ещё новое преступление. У Софокла и Еврипида Аластор также дух мщения, преследующий за преступление, но уже не демон-искуситель. У Еврипида Аластор иногда не дух-мститель за преступление, уже совершенное, а просто злой дух, толкающий к преступлению, а затем и вообще дух зла и гибели. Второе главное значение слова Аластор: ненавистный богам преступник, всюду приносящий с собою преступление.

## В культуре
- «Аластор» — поэма Перси Шелли (1816).
- «Аластор» — симфоническая поэма Николая Мясковского, op. 14 (1912—1913) по одноимённому поэтическому произведению Перси Шелли.

- Аластор, он же Радиодемон — персонаж мультсериала «Отель Хазбин» (англ. Hazbin Hotel)

- Аластор — четвертый генерал армии Ада и правая рука Люцифера в игре «Painkiller»

- Аластор Грюм — персонаж романов о Гарри Поттере
- Аластар — персонаж из телесериала «Сверхъестественное»
- «Аластор» — меч Данте, главного героя видеоигры Devil May Cry 1